# ミスター・フリーズ
ミスター・フリーズ(Mr. Freeze)、ヴィクター・フライス(Victor Fries)は、DCコミックスの出版するアメリカンコミック『バットマン』に登場する架空のスーパーヴィラン。ボブ・ケイン、デビッド・ウッド、シェルドン・モードッフによって創造され、ミスター・ゼロ (Mister Zero) として“Batman”#121（1959年2月）、ミスター・フリーズ (Mr. Freeze) として“Detective Comics“#373（1968年3月）に初登場した。ミスター・フリーズは、バットマンの最も永続的な敵のひとりである。

## 概要
ボブ・ケイン、デビッド・ウッド、シェルドン・モードッフによって創造され、ミスター・ゼロ（Mister Zero）として“Batman”#121（1959年2月）、ミスター・フリーズ(Mr. Freeze)として“Detective Comics“#373（1968年3月）に初登場した。ビクター・フライス博士（Dr. Victor Fries、姓はフリーズと発音する）は低温学者であり、事故の影響で体を極低温に保たれなければ生きていけない。通常の体温では死ぬため、極低温のスーツを着用している。目標を凍らせる凍結銃を装備しており、冷気や氷をテーマに犯罪を行う。妻である末期患者のノラ・フライスを治療するために活動する。
初登場時はミスター・ゼロ（Mister Zero）と呼ばれていた 。1960年代のバットマンのテレビドラマでは3人の俳優によって演じられた。
ほぼ30年後に、 Batman: The Animated Series はミスター・フリーズを描き直した。ポール・ディーニの描いた "Heart of Ice" では、彼の妻であるノラ・フライスを紹介してミスター・フリーズの強迫観念を説明した。ノラは冷凍保存された末期患者であり、ミスター・フリーズは研究資金を調達するために犯罪を行う必要があった。この複雑で悲劇的なキャラクターはファンに受け入れられ、コミックブックシリーズを含む大部分のメディアでミスター・フリーズの標準的な描写になった。このオリジンストーリーの要素は、アーノルド・シュワルツェネッガーが演じた1997年の映画『バットマン & ロビン Mr.フリーズの逆襲』に取り入れられた。
1960年のテレビドラマではジョージ・サンダース、オットー・プレミンジャー、イーライ・ウォラック、1997年の『バットマン & ロビン Mr.フリーズの逆襲』ではアーノルド・シュワルツェネッガー、『GOTHAM/ゴッサム』ではネイサン・ダロウ、アニメ『バットマン』ではマイケル・アンサラ、クランシー・ブラウン、『バットマン：アーカムビデオゲーム』ではモーリス・ラマーチが演じた。
IGNの "Top 100 Comic Book Villains of All Time" （コミックブックのヴィラントップ100）では、ミスター・フリーズは67位にランクインされた。

## オリジン
ビクター・フライスは子供のころに動物を凍結させる趣味を始め、人体冷凍保存に魅了された。彼の両親は矯正させるために厳しい全寮制学校に入学させたため、フライスは孤独を感じていた。しかし、フライスは大学で出会ったノラに恋し、最終的に結婚した。
フライスとノラは低温学者になり、“GothCorp”（ゴス・コープ）で凍結光線の開発に取り組んでいた。ノラは致命的な病気にかかり、フライスは実験していた冷凍保存装置を使って彼女を仮死状態にする。しかし、経営者であるフェリス・ボイルは実験の維持費を問題視して装置を止めるよう命令する。フライスはボイルに実験を続けるよう頼むが、彼は突き飛ばされて凍結光線の化学薬品を浴び、新陳代謝が変化して通常の体温では死ぬ体になる。フライスはボイルに復讐を誓い、極低温のスーツと凍結銃を装備したミスター・フリーズになる。

## 能力・装備

### 能力
凍結耐性
摂氏零度以下でしか生きることができない体のため、通常の人間なら凍死してしまう場でも活動することができる。
化学知識
ヴィランとなる前は、主に低温科学を中心とした科学者だったため、科学知識が豊富である。

### 装備
冷凍スーツ
摂氏零度以下でしか生きれないため、外で活動する際は常に零度以下を保つスーツを着ている。筋肉増強も兼ねている。
冷凍銃
零度以下の冷気を放つ光線銃。

### 弱点
熱と炎
炎耐性が皆無。

## ほかのメディア

### 映画
バットマン & ロビン Mr.フリーズの逆襲
妻の冷凍保存実験中の事故で冷凍プールに落ち、新陳代謝が変化する。アイスクリーム工場に居を構えて配下を多く従える。冷凍保存された妻の治療研究資金を得るため、巨大な冷凍装置を製作してゴッサム・シティを脅迫するのが目的。ポイズン・アイビーに騙され、妻をバットマンに殺されたと信じる。復讐のためにゴッサムを凍らせていくが、バットマンが妻を救っていたことに気づき、自分から投降する。
アーノルド・シュワルツェネッガーが演じた。日本語吹替は大友龍三郎（DVD版）、玄田哲章（テレビ朝日版）。アーノルド・シュワルツェネッガーはクレジットタイトルではオープニングクレジット、エンディングクレジットで俳優のなかで最初に名前が載っている。
ミスター・フリーズの撮影用スーツは、各所に発光装置が仕込まれてかなりの重量だった。また、設定では背中に翼が生えグライダーになるなど多くの機能がある。

### ドラマ
怪鳥人間バットマン (1966年–1968年)
ジョージ・サンダース、オットー・プレミンジャー、イーライ・ウォラックの三名がそれぞれ登場ごとに演じる。日本語吹替は一貫して中村正。冷凍のスーツを着て冷凍銃で犯罪を行うがコスチュームは毎回異なる。ジョージ・サンダースが演じた初登場の回は普通のスーツ姿に全身を保護する保冷服にヘルメットを被っていたが、オットー・プレミンジャーになってからは顔に霜が凍りついた異様は格好になった。バットマンのせいで起こった事故により体の変異が起こった。
GOTHAM/ゴッサム
演 - ネイサン・ダロウ、日本語吹替 - 中川慶一
難病を患ったノラ・フライスのために、市民を誘拐して人体冷凍保存の犠牲にした。何度かの実験で研究は完成するが、妻のノラは他の人間を犠牲にしてまで得た成果に悲観し、誘拐されていた女性の協力を得て不完全な冷凍保存で死を選ぶ。ヴィクターも同じ方法で自殺するが、極低温でしか生きられない体へ変化した。ストレンジ教授により極秘裏にインディアン・ヒルに移送される。その後は副作用により性格が攻撃的になり、ファイヤフライともめることが多くなる。

### アニメ
バットマン (アニメ)
ゴスコープ社の科学者だったフリーズは、妻ノラの冷凍実験をボイルに反対されて事故が起きる。ノラは爆発に巻き込まれて死亡したとされていたが、生きていたことが判明する。
『サブゼロ　凍りついた愛』では、潜水艦の急な浮上でカプセルが傷つき、これ以上の冷凍保存が出来なくなってしまう。病気を治すべく、医者や、完璧に適合するドナー、バットガールことバーバラを誘拐するが、バットマンらの妨害で失敗する。だがノーラはバットマンの会社であるウェイン産業の病院で治療を受け、快方に向かう。
『The New Batman Adventures』では頭部以外の身体が壊死しサイボーグとなっていたため、黒いシャープな冷凍スーツに切れ長の黒い目とデザインが変更された。このため回復したノラを迎えに行けず、彼女は治療に当たった医者と再婚する。その後、アニメのコミック版で最後のエピソードが描かれている。ノーラの新たな夫がフリーズに対しロボットを製作して対抗するというものである。最後、フリーズは頭部だけで北極に残される。
原語版はマイケル・アンサラ。日本語吹替は池田勝。
バットマン・ザ・フューチャー
本作は30年後の未来である。頭部のみ登場する。体質変化は彼の老化をも遅らせていたらしく、本人は不死であるという。
本作の悪役の一人、ブルース（かつてのバットマン）の企業を買収したデレク・パワーズの体質治療のエピソードに登場する。女性科学者、ステファニー博士が身体のクローンに記憶を転写することを提案し、その実験台として選ばれたのが頭部のみのフリーズであった。
再生したヴィクターは善人に戻り、法外な手段で手に入れた金を銀行に預けていた結果、5億ドルもの大金となっておりノーラの名を付けた財団を立ち上げ、自分が殺害した人々への補償などを考えるなどする。だが結局、それまでの記憶がDNAを変化させ、元の体質に戻る。ステファニーは貴重なサンプルとして解剖しようとし、ヴィクターは激怒、秘匿していた冷凍スーツを着用し、ミスター・フリーズとして復活する。パワーズを人工皮膚ごと氷付けにし、ステファニーを凍結死させる。研究所ごと破壊しようとするが、研究所を破壊し自身を氷付けにされた怒りによりパワーズは放射能人間であるブライトに変身しフリーズを背後から不意打ちし、手からの放射能により被爆させ致命傷を負わせる。制止に入った新バットマンがブライトにより危機に陥り、フリーズはバットマンを救うため最大出力の冷凍光線でブライトを吹き飛ばす。
崩壊する研究所からの脱出を勧めるバットマンをフリーズは拒む。追い求めた妻は去り、永遠の命を持ったものの頭部のみ、復活したものの裏切られる。自分を案じるのはお前（バットマン）だけだと言い残し、最後まで自分に優しくしてくれたバットマンを氷壁により阻み彼は氷壁の向こう、崩れ落ちる瓦礫のなかに消える。
新型のスーツは以前以上に鈍重そうな印象を与えるものの、前作のような冷凍光線銃が必要なく、両手の部分からそのまま冷凍光線を発射しパワーズを人工皮膚ごと凍らせ、人間を一撃で凍死させ、新型バットスーツすらも凍らせる。地表を凍らせ、その上をアイススケートのように滑走移動することで補っている。また腕を地面に叩き付ける事で地面からいきなり氷壁を作り出したりと、かなり精密な氷操作が可能になっているもようである。
ザ・バットマン
製作陣を変更した新シリーズで、設定なども変更された。銀行を襲った泥棒がバットマンに追跡され冷凍科学の研究室に衝突。感電死したが冷凍人間として復活したものである。冷凍させる超能力を持ち、それを防ぐためにスーツを着用する。
原語版の声優はクランシー・ブラウン。日本語吹替は玄田哲章。

### ゲーム
インジャスティス2
声 - ジム・ピリー
ダウンロードコンテンツのプレミアスキンでプレイアブルキャラクターとして操作できる。